# Melnik (Bulgarie)
Pour les articles homonymes, voir Melnik.
Melnik (en bulgare : Мелник) est la plus petite ville de Bulgarie, elle compte 385 habitants. Elle fait partie de l'oblast de Blagoevgrad et de la commune (obchtina) de Sandanski. La ville - qui est habitée - constitue une réserve architecturale : 96 bâtiments de la ville sont classés monuments historiques.

## Géographie
Melnik se trouve dans l'extrémité sud-ouest du pays, dans la vallée du fleuve Strouma, au pied du versant ouest du massif montagneux du Pirin.

## Histoire
L'origine du toponyme Melnik (en grec Melenikos) demeure incertaine. Les historiens bulgares attribuent son nom au terme « mel » (« craie »), lequel ferait référence aux formations sablonneuses qui l'entourent. À l'inverse, leurs confrères grecs considèrent que la ville tire son nom de l'association des termes mélas (noire) et oikos (maison, demeure).
D'après les vestiges archéologiques qui ont été découverts, les Thraces ont été les premiers à fonder un établissement à proximité de Melnik. Après la conquête romaine, son urbanisme se transforma progressivement comme en témoigne encore un pont, intégralement préservé. Les Slaves s'établirent dans la région au cours du VIIe siècle avant que l'Empire byzantin ne reprenne le contrôle de la région.
La ville passa sous domination bulgare sous le règne du khan Presian Ier (836-852) et prospéra rapidement. Melnik se trouva cependant souvent, durant le Haut Moyen Âge, de part et d'autre de la frontière entre la Bulgarie et l'Empire byzantin. Basile II s'en empara en 1014 avant le roi bulgare Assen Ier ne l'annexe en 1196 au second Royaume bulgare. Il y installa alors de nombreux Grecs expulsés de Plovdiv (Philippoupolis).
En 1211, le boyard Alexis Slave - dont l'autorité s'exerçait sur le sud-ouest de la Bulgarie - prit le contrôle de Melnik et en fit en 1215 sa capitale. Les ruines de la demeure du boyard du XIIIe siècle sont encore visibles de nos jours. La ville connut une période florissante grâce au développement des échanges avec Dubrovnik qui faisait partie, à l'époque, de la république de Venise. Melnik repassa en 1246 sous domination byzantine à la suite des victoires de l'empereur de Nicée Jean III Vatatzis et devint pour de nombreux aristocrates byzantins, exilés par décision impériale, un lieu de résidence forcée.
Melnik intégra en 1342 le royaume de Serbie sous l'impulsion de Dusan jusqu'à l'avancée des forces ottomanes en 1395. La domination ottomane entraina durant les XIVe et XVe siècles une longue période de déclin. Cependant, au cours des XVIIe et XVIIIe siècles, la production de tabac blond et de solides vins rouges (cépage Siroka Melniska) transformèrent Melnik en une ville commerçante prospère dont la renommée se propagea en Europe de l'Ouest, y compris dans des pays traditionnellement producteurs de vins tels que la France, l'Espagne, l'Italie et l'Autriche. La population, qui atteignit à la fin du XVIIIe siècle 25 000 habitants, commença à bâtir massivement des maisons par-dessus les fondations de bâtiments du Moyen Âge qui avaient été détruits. Les constructions se firent le long des berges de la rivière principale et de ses deux affluents ; à partir de là les maisons s'élevèrent en amphithéâtre le long des pentes de la montagne qui entoure la ville à l'est.
Melnik fut libérée par l'armée impériale russe au cours de la guerre russo-turque de 1877-1878 mais elle fut rendue à l'Empire ottoman à la suite du traité de Berlin de 1878. La ville fut annexée en 1913 par la Bulgarie au terme de la première guerre balkanique (traité de Londres). Cette disposition fut confirmée par le traité de Bucarest qui mit fin à la seconde guerre balkanique. La population grecque dut alors quitter la ville et fut installée au sud de la frontière, notamment à Serrès et Sidirokastro. Melnik fut dévastée peu après, durant par la Première Guerre mondiale, par un important incendie et ne se releva que partiellement de cette difficile épreuve.

## Culture et tourisme

### Dans la ville
La maison Kordopoulov, construite en 1754, appartient au marchand de vin Manolis Kordopoulos, célèbre dans toute l'Europe de l'époque. Deux de ses quatre étages sont construits en pierre. Sept escaliers intérieurs relient les différents étages et pièces de la maison. Le salon est illuminé par la lumière traversant les 24 fenêtres alignées en deux rangées. La rangée supérieure est constituée de vitres en verre vénitien vert, filtrant légèrement la lumière sur les murs peints. La rangée de fenêtres du bas court le long de trois murs et illumine le plancher colorié fait de bois. Dans la cave à vin, on peut voir de grands tonneaux.
La maison Pachova, construite en 1815, est un autre exemple impressionnant de l'architecture locale avec ses deux étages. Un large salon forme le centre de l'espace de vie, entouré de huit chambres et d'une salle de bains. Des plafonds voutés, des âtres en marbre et des meubles richement décorés caractérisent l'intérieur de la maison.
Des cinq églises de l'époque de la Renaissance nationale à Melnik, a été préservée celle de Sveti-Nikolaï (Saint-Nicolas le faiseur de miracles) (1756), la plus significative, très probablement construite par le même maître que celui qui construisit la Maison Kordopoulov. Bien que peints par un autre maître, dont l'identité est inconnue, les murs et les icônes de l'église sont remarquables.

### Dans les environs
Dans les montagnes qui entourent la ville à l'est on voit la forteresse inaccessible des pyramides de sable et qui sont dues à la forte érosion des pentes de certains sommets.
À 6 km de Melnik se trouve le monastère de Rojen (écrit parfois Rozhen) accessible, soit par un sentier de randonnée qui passe dans les paysages somptueux des pyramides de sable, soit par une route tout aussi spectaculaire.
Du village de Rojen, partent de petites routes en terre qui mènent vers la montagne du Pirin.

## Galerie

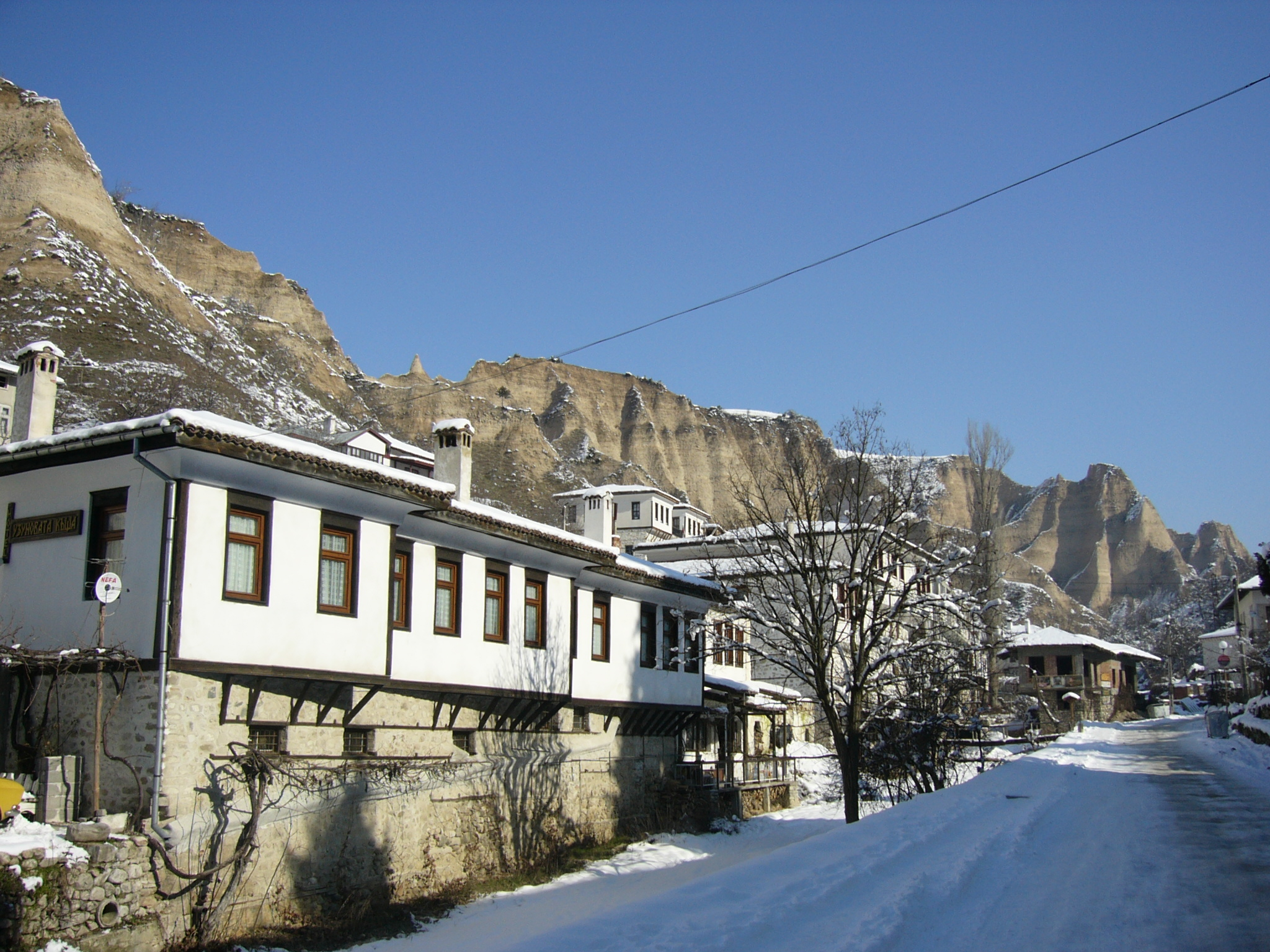
Une maison à Melnik en hiver.
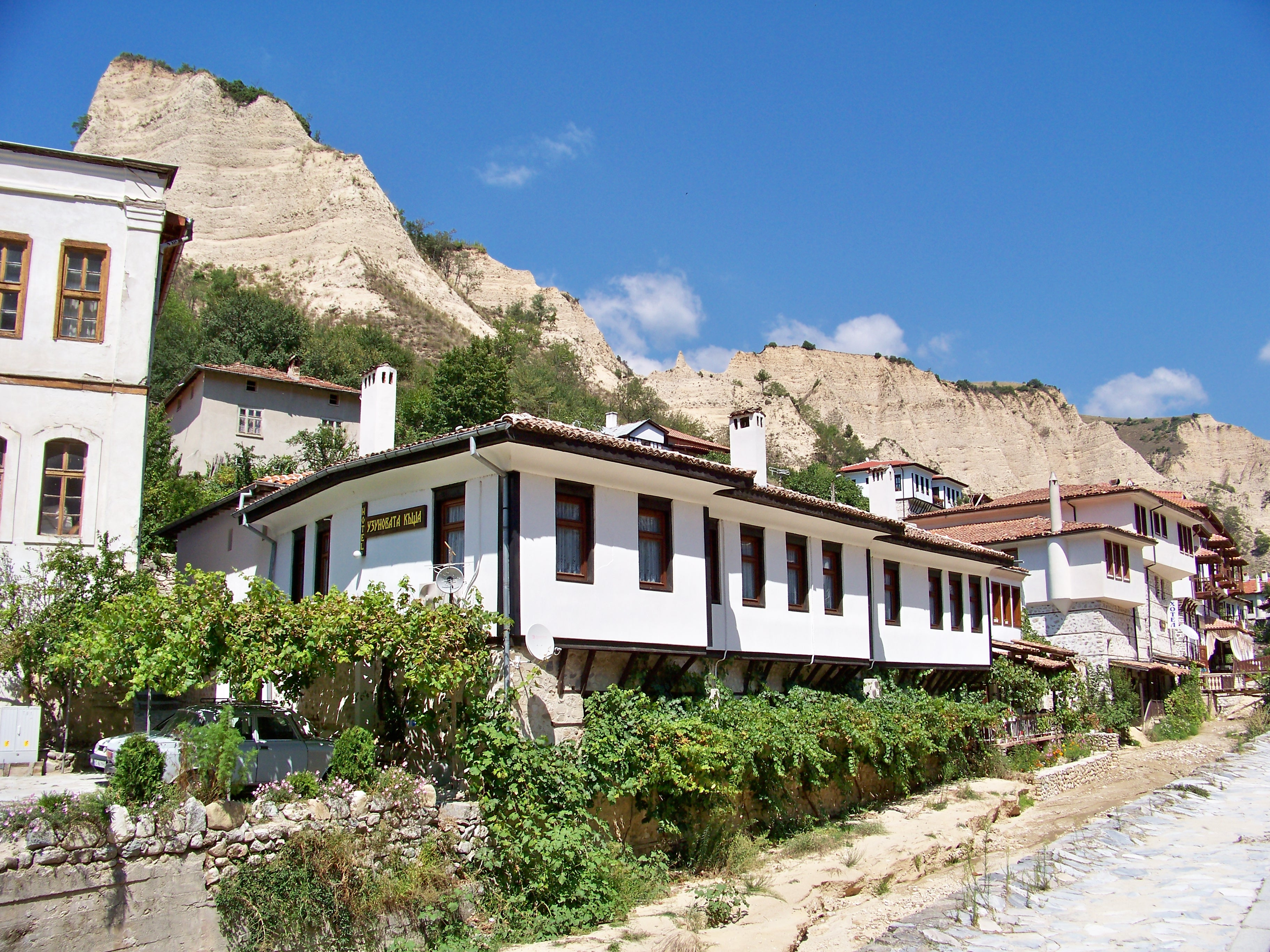
La même maison en été.
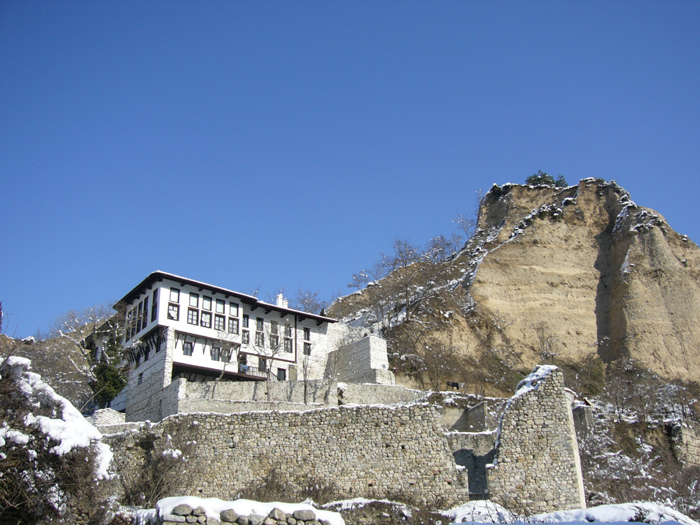
La maison Kordopoulov en hiver.
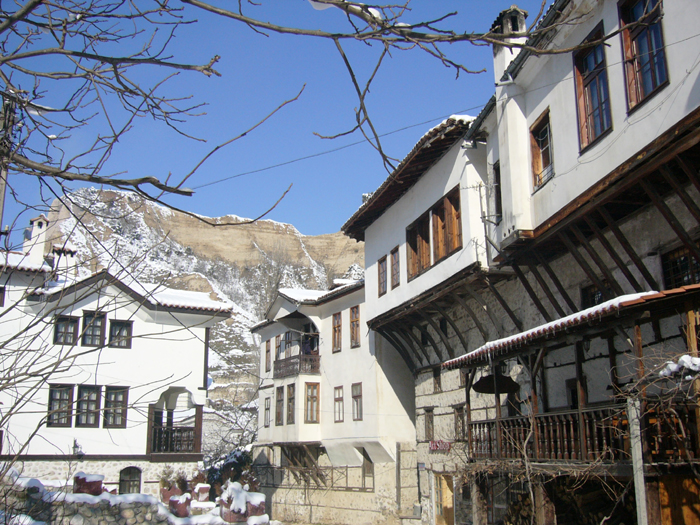
Maisons traditionnelles.
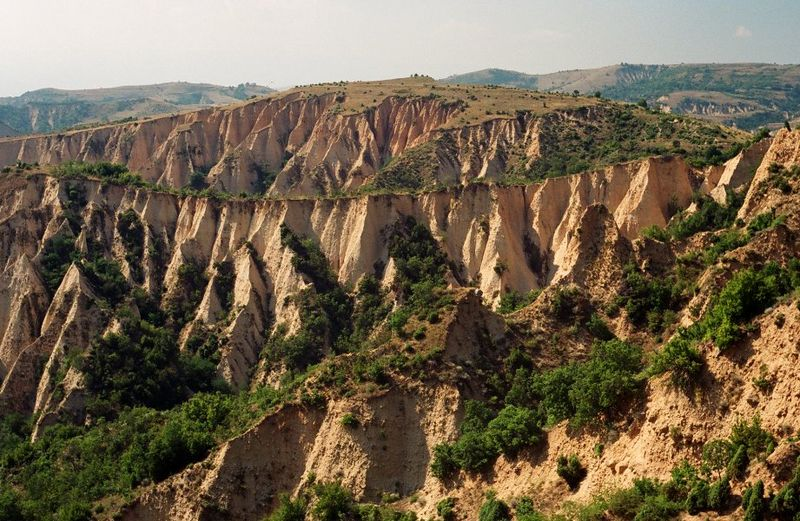
Pyramides près de Melnik
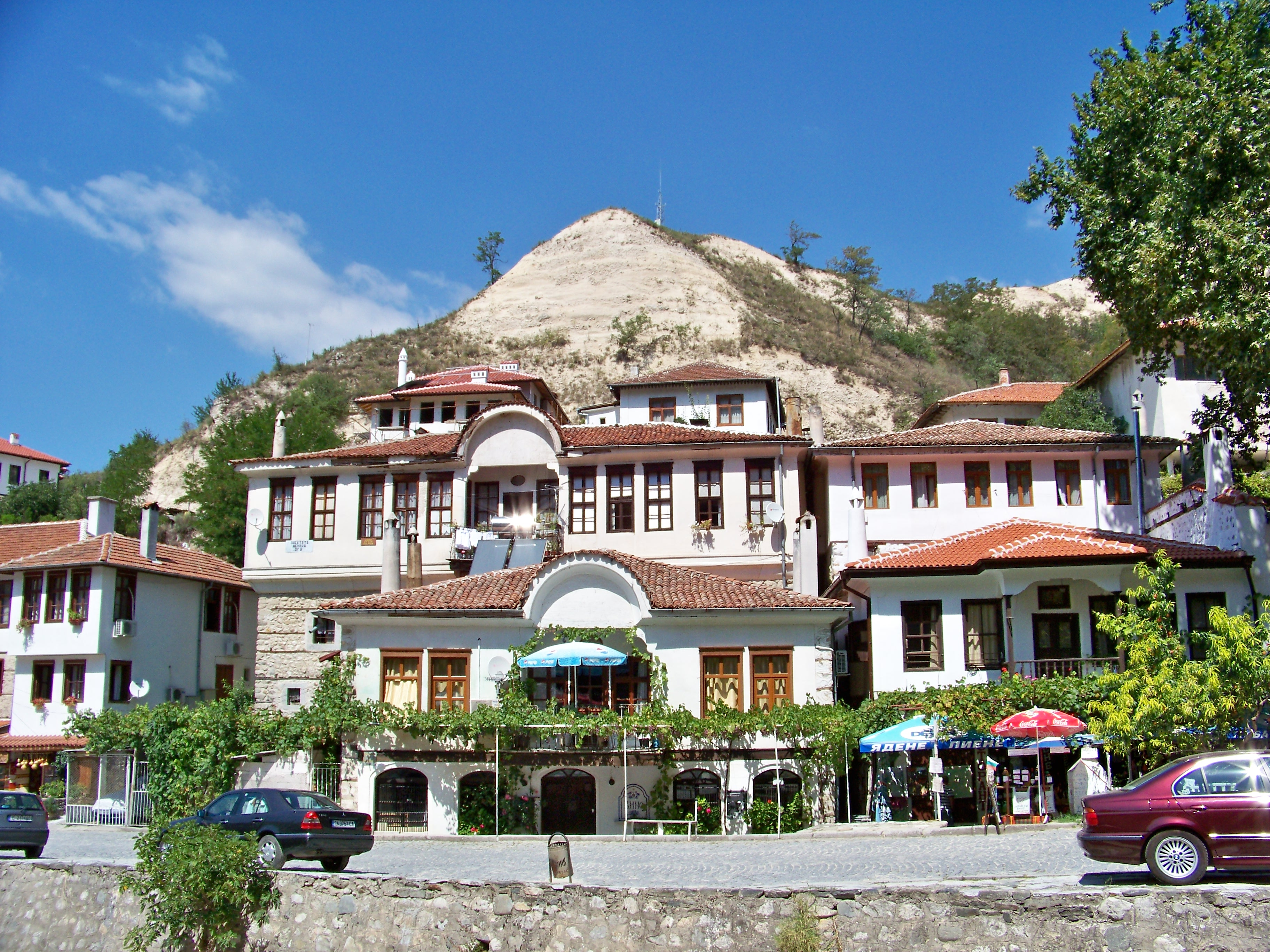
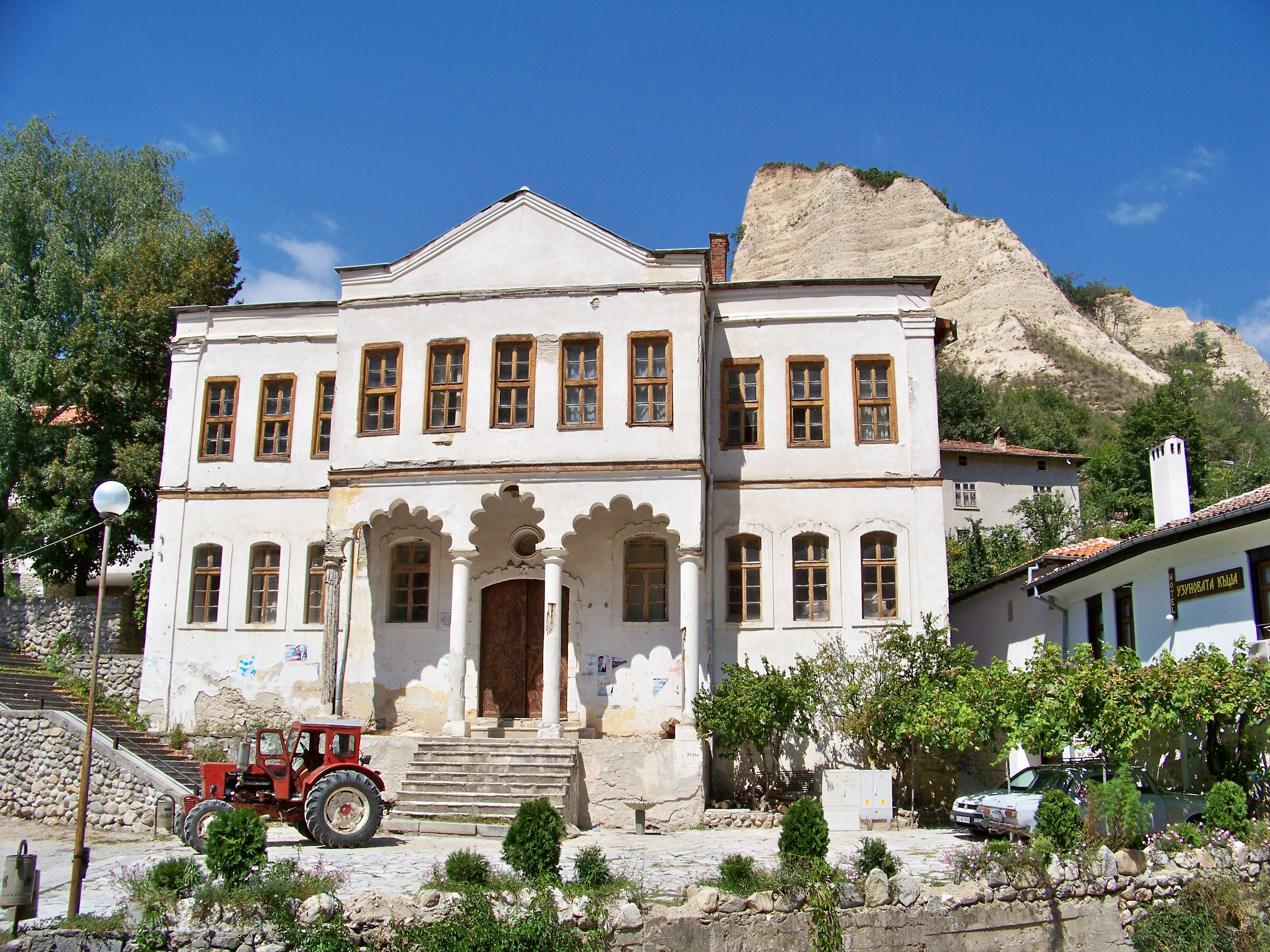
Le konak ottoman.